# 鋼鐵之城德比
鋼鐵之城德比（英語：Steel City Derby）是英格蘭设菲尔德的兩隊職業足球會錫菲聯與雪菲爾星期三的。
截至2025年，兩隊總共交手146次（其中正式競賽為133次），錫菲聯以51勝47和48敗（正式競賽：48勝43和42敗）領先錫周三，其中錫菲聯更自1951年以後即一直維持在聯賽領先對手。
兩軍最近一次交手為2018-19，雙方在該季的2次德比對壘均力保不失。

## 歷史
鋼鐵之城德比首次比賽於1891年4月23日舉行，錫周三與新成立的錫菲聯舉行一場友誼賽，錫周三以2-1獲勝；第1場正式競賽為1893年10月16日（1893-94）錫菲聯主場1-1與錫周三握手言和。
和默西賽德郡打吡自1962年開始每年皆能舉行相比，鋼鐵之城德比由於兩隊經常處於不同聯賽級別，只能斷斷續續舉行，在1970年到2000年間更只有6季兩隊處於同一級別，期間只有在足總盃（1993年）及足總會員盃（1989年）各遇上一次。

### 難兄難弟
儘管兩隊都是英超創始元老，不過自英甲改制成英超後都過得不是很好。
1994年，錫菲聯自英超降級，雙方直到2000年聯賽杯才再度碰面。錫周三儘管贏得聯賽杯的德比，不過還是難逃降級的命運。在2000～2010年間雙方有7個賽季同處第2級別（除了錫周三淪落第3級別兩季與錫菲聯短暫升超）令兩隊球迷重新投入敵對情緒中。
2010年錫周三降班英甲，但錫菲聯亦於2011年降班，在第三級聯賽繼續上演德比。
然而短暫重逢後，2012年錫周三以英甲亞軍（德比戰1勝1和）直升英冠，雙方再度毫無交集，直到2017年錫菲聯以英甲冠軍直升英冠。
在2個英冠賽季交手後，2019年錫菲聯以英冠亞軍直升英超。2021年，錫菲聯提前六輪宣布護級失敗，最終亦排榜尾降班英冠，而錫周三受財政違規影響，開季即被扣六分，最終亦難逃厄運，以墊底成績降班英甲，兩隊翌季繼續未能再度於聯賽碰面。
2024年錫菲聯從英超降班，由於錫周三於上年以英甲聯賽附加賽冠軍升上英冠聯賽，令德比相隔五年再上演。

## 論據
兩隊絕大部分的比賽在甲、乙組中舉行，兩隊只曾一同在丙組比賽一季（1979/80年球季），共有三場比賽沒有入球。兩隊最大的勝差為錫菲聯於1951年的7-3及錫周三在1979年的4-0。
2005/06年球季兩循環比賽，首場於2005年12月3日舉行，錫菲聯主場勝1-0，次場於2006年2月18日舉行，錫菲聯作客再勝2-1，對錫周三兩戰全勝。錫菲聯曾經10次同季兩勝，而錫周三只有5次；錫周三自第一次世界大戰後未嘗同季兩勝錫菲聯，自1967年後錫周三未曾在布拉莫巷体育场獲勝，但兩項數據在2009年2月7日錫周三作客2-1擊敗錫菲聯後同被打破。
共有25名球員曾分別代表兩隊在鋼鐵之城打吡中上陣。只有（Alan Quinn）曾分別為兩隊（2003年代表錫周三及2005年代表錫菲聯）在打吡戰中取得入球。

## 統計及紀錄

### 所有比賽總計
截至2025年3月26日
| 競賽項目           | 對賽次數 | 錫菲聯勝 | 賽和 | 錫周三勝 | 錫菲聯入球 | 錫周三入球 |
| ------------------ | -------- | -------- | ---- | -------- | ---------- | ---------- |
| 聯 賽              | 120      | 45       | 39   | 36       | 163        | 149        |
| 足總盃             | 9        | 3        | 3    | 3        | 14         | 13         |
| 聯賽盃             | 3        | 0        | 1    | 2        | 2          | 5          |
| 足總會員盃         | 1        | 0        | 0    | 1        | 2          | 3          |
| 總計（官方）       | 133      | 48       | 43   | 42       | 181        | 170        |
| 瓦恩克利夫慈善杯   | 1        | 0        | 0    | 1        | 1          | 2          |
| 足球聯賽（中部區） | 12       | 3        | 4    | 5        | 15         | 23         |
| 總計               | 146      | 51       | 47   | 48       | 196        | 195        |

資料來源：soccerbase.com （页面存档备份，存于），英格蘭足總會員盃除外。
統計不包括季前熱身賽、友誼賽及告別賽。

### 最近十場聯賽紀錄
| 球場           | 日期           | 入場人數 | 競賽項目            | 錫菲聯入球 | 錫周三入球 | 勝方   |
| -------------- | -------------- | -------- | ------------------- | ---------- | ---------- | ------ |
| 希爾斯堡球場   | 2025年3月16日  | 33,827   | 冠軍聯賽，2024/25年 | 1          | 0          | 錫菲聯 |
| 布拉莫巷体育场 | 2024年11月10日 | 30,261   | 冠軍聯賽，2024/25年 | 1          | 0          | 錫菲聯 |
| 希爾斯堡球場   | 2019年3月4日   | 31,630   | 冠軍聯賽，2017/18年 | 0          | 0          | 賽和   |
| 布拉莫巷体育场 | 2018年11月9日  | 30,261   | 冠軍聯賽，2018/19年 | 0          | 0          | 賽和   |
| 布拉莫巷体育场 | 2018年1月12日  | 31,120   | 冠軍聯賽，2017/18年 | 0          | 0          | 賽和   |
| 希爾斯堡球場   | 2017年9月24日  | 32,839   | 冠軍聯賽，2017/18年 | 4          | 2          | 錫菲聯 |
| 希爾斯堡球場   | 2012年2月26日  | 36,364   | 英甲聯賽，2011/12年 | 0          | 1          | 錫周三 |
| 布拉莫巷体育场 | 2011年10月16日 | 28,136   | 英甲聯賽，2011/12年 | 2          | 2          | 賽和   |
| 希爾斯堡球場   | 2010年4月18日  | 35,485   | 冠軍聯賽，2009/10年 | 1          | 1          | 賽和   |
| 布拉莫巷体育场 | 2009年9月18日  | 29,210   | 冠軍聯賽，2009/10年 | 3          | 2          | 錫菲聯 |

布拉莫巷体育场（Bramall Lane）：錫菲聯主場；
希爾斯堡球場（Hillsborough）：錫周三主場。

## 外部連結
- BBC鋼鐵之城打吡
- The Steel City showdown （页面存档备份，存于）